# En Talk Talk Show
En Talk Talk Show är en återkommande krogshow i Göteborg med komikern och trollkarlen Stefan Odelberg. Showen hade premiär 2013 på Liseberg och återkommer med sin femte säsong under hösten 2018. Den är upplagd som en talkshow i TV och har olika gästartister vid varje tillfälle. Övriga inslag är trolleritrick, musikalisk underhållning, hemliga gäster. Odelberg engagerar ofta publiken i både trolleritrick och i intervjuer med gästerna.
Några av gästerna har varit Lill-Babs, Björn Skifs, Dogge Doggelito, David Batra och Glenn Hysén. En av de mest uppmärksammade gästerna var Samantha Fox.

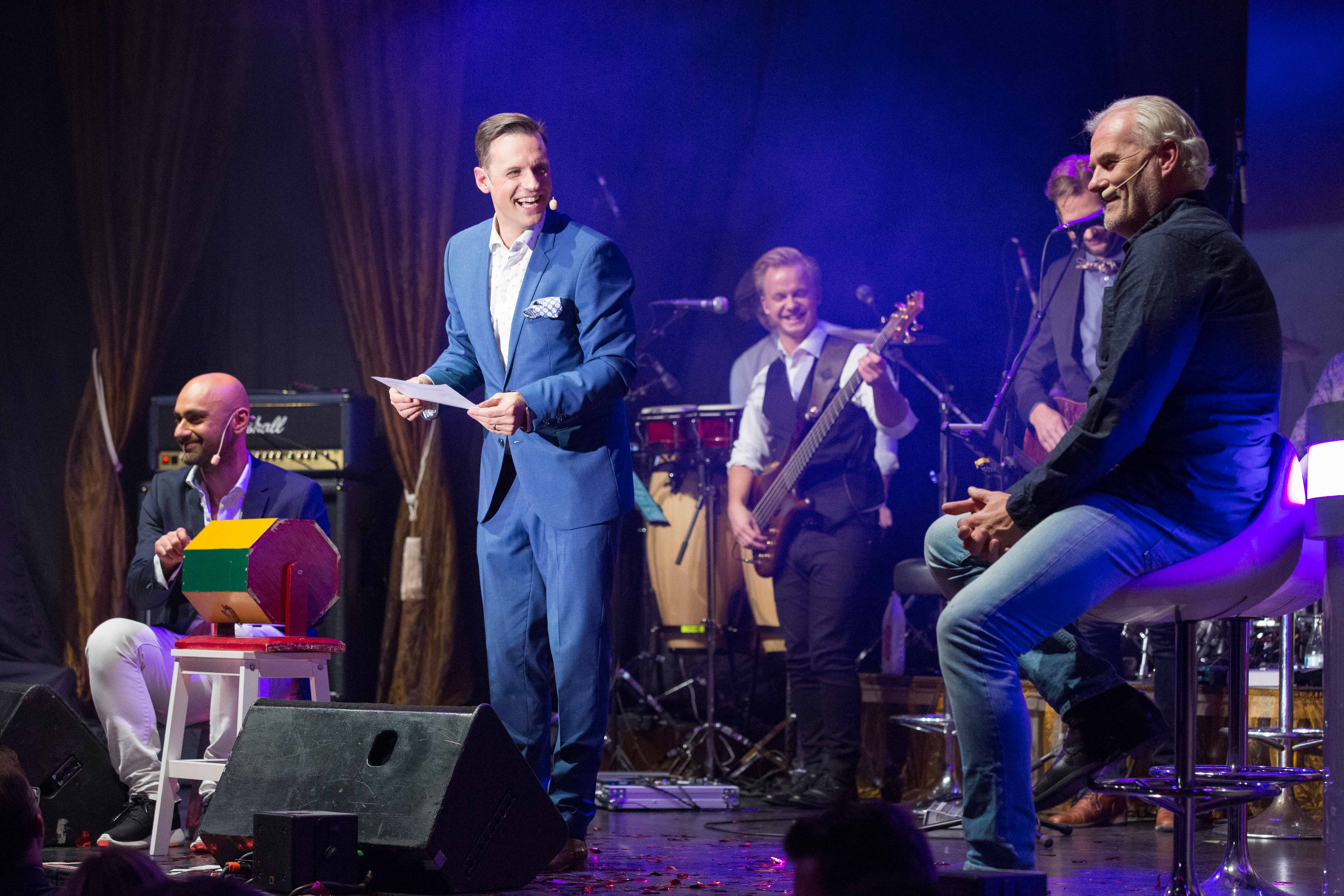
Glenn Hysén
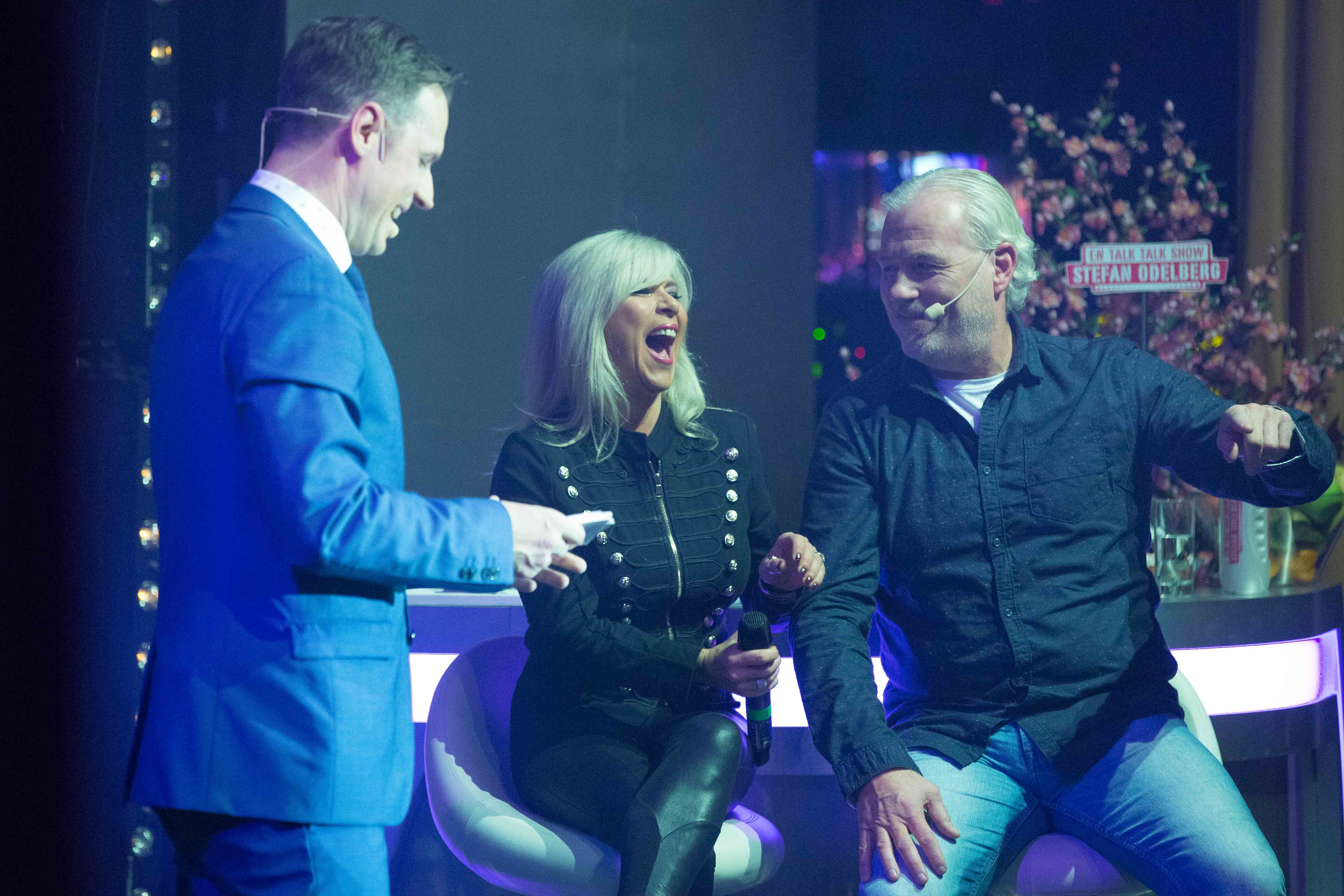
Samantha Fox och Glenn Hysén

## Första säsongen
Showerna framfördes under hösten 2013 på Rondo på Liseberg.
| Nr | Datum       | Gäst            | Hemlig gäst  |
| -- | ----------- | --------------- | ------------ |
| 1  | 8 oktober   | Timo Räisänen   | Twisted Feet |
| 2  | 12 november | Dogge Doggelito | Jam Ladies   |

## Andra säsongen
Showerna framfördes under hösten 2014 på Rondo på Liseberg.
| Nr | Datum       | Gäst                            | Hemlig gäst                    |
| -- | ----------- | ------------------------------- | ------------------------------ |
| 3  | 1 oktober   | Dregen                          | Jelena Mitra                   |
| 4  | 29 oktober  | Björn Skifs och Pernilla Skifs  | Beda                           |
| 5  | 19 november | Stefan Andersson                | Anders ”Pipistrello” Rönnefors |
| 6  | 10 december | Lili & Susie och Jenny Berggren | -                              |

## Tredje säsongen
Showerna framfördes under hösten 2015 på Rondo på Liseberg.
| Nr | Datum       | Gäst                                  | Hemlig gäst                   |
| -- | ----------- | ------------------------------------- | ----------------------------- |
| 7  | 14 oktober  | Robert och Maria Wells                | Krister Claesson              |
| 8  | 28 oktober  | Sanna Nielsen                         | -                             |
| 9  | 11 november | Annika Andersson och Per Andersson    | Radioprofilen Hasse Andersson |
| 10 | 25 november | Christer Fuglesang och Thomas Di Leva | December Wiklund              |

## Fjärde säsongen
Showerna framfördes under hösten 2016 på Restaurang Trädgårn i Göteborg.
| Nr | Datum       | Gäst                            | Hemlig gäst                                               |
| -- | ----------- | ------------------------------- | --------------------------------------------------------- |
| 11 | 26 oktober  | Lill-Babs och Jessica Andersson | Niklas Strömstedt, Carolina Sandgren, Göta Lejon orkester |
| 12 | 2 november  | Babsan och Peter Apelgren       | World Dance Company                                       |
| 13 | 9 november  | David Batra och Peter Johansson | Jessica Folcker, Balettakademin                           |
| 14 | 25 november | Samantha Fox och Glenn Hysén    | Mikkey Dee                                                |

## Femte säsongen
Showen återkommer under hösten 2018 på Restaurang Trädgårn i Göteborg.
| Nr | Datum       | Gäst                                                       | Hemlig gäst |
| -- | ----------- | ---------------------------------------------------------- | ----------- |
| 15 | 11 oktober  | Jill Johnsson och Thomas Ravelli                           |             |
| 16 | 18 november | Thomas Petersson och Markoolio                             |             |
| 17 | 25 oktober  | Kee Marcello, Nina Söderqvist, Tone Norum och Johan Boding |             |
| 18 | 8 november  | Claes Eriksson och Per Fritzell, Linda Bengtzing           |             |